# Salsa gravy
La salsa gravy è una condimento che si ottiene dal fondo di cottura della carne. Questa salsa può essere resa di una consistenza più densa e viscosa con l'aggiunta di farina o altri agenti addensanti, mentre il suo sapore può essere arricchito e personalizzato con l'aggiunta di aromi, dado da cucina e altri ingredienti.
È  spesso usata come intingolo per condire o guarnire preparazioni come l'arrosto, il polpettone, il riso e il purè di patate. Nella tradizione familiare e culinaria statunitense, è consumata, di solito, in occasione del pranzo del giorno del ringraziamento. La salsa gravy è acquistabile nei negozi e nei supermercati, dove è offerta in molte varianti diverse, comprese alcune prive di carne destinate ai vegetariani.